# Pleasant Hill (Tennessee)
Pour les articles homonymes, voir Pleasant Hill.
Pleasant Hill est une municipalité américaine située dans le comté de Cumberland au Tennessee. Lors du recensement de 2010, sa population est de 563 habitants.

## Géographie

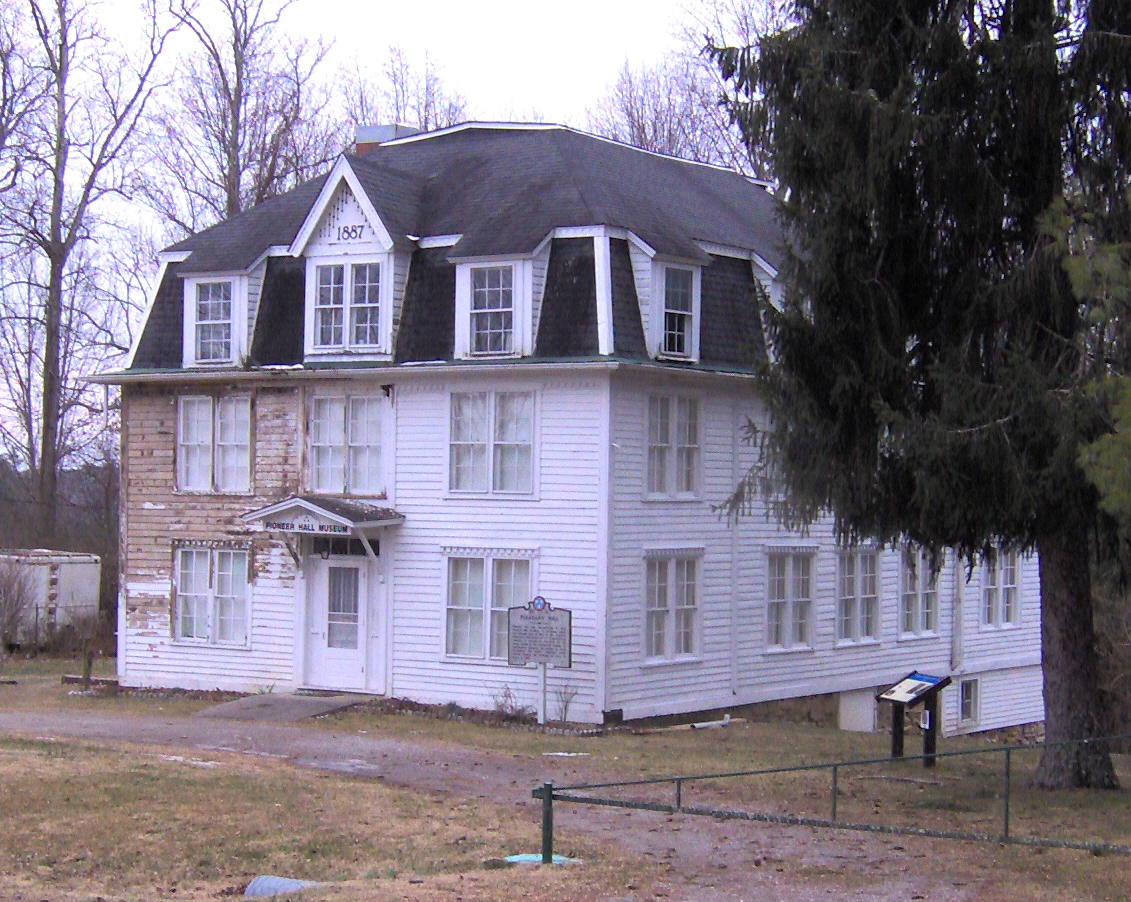
Le Pioneer Hall.

Pleasant Hill est située dans le plateau de Cumberland. Selon le Bureau du recensement des États-Unis, la municipalité s'étend sur 1,56 mille carré (4,04 km2).

## Histoire
Pleasant Hill doit son nom au cadre « plaisant, agréable » (en anglais : pleasant) que représentait cette colline (hill) lors de sa fondation.
Le Pioneer Hall, construit en 1889, est le dernier vestige d'une ancienne école, la Pleasant Hill Academy, fermée en 1947. Le bâtiment est inscrit au Registre national des lieux historiques depuis 1978.